# Буфф (театр, Санкт-Петербург)
Теа́тр «Буфф» имени И. Р. Штокбанта — театр Санкт-Петербурга, основу репертуара которого составляют музыкальные и драматические спектакли.

## История театра (до 1917 года)
Буфф (от лат. — «озорство, веселье») — это демократичный театральный жанр, сочетающий в себе музыку, танец, песню, комедию, мюзикл, шоу и другие формы сценической деятельности.
Первый театр «Буфф» был открыт в Петербурге в сентябре 1870 года рядом с Александринским театром.
«Буфф», изначально существовавший как цирк, был спроектирован архитектором Н. Львовым таким образом, что его легко можно было превратить в театр. Позже (после внезапного пожара) здание театра было перестроено под нужды цирковой труппы, а затем перешло к А. Федотову, известному московскому театральному деятелю, актёру и драматургу. Федотову было выдано разрешение на постановку спектаклей лишь на иностранных языках, и это во многом определило стиль театра «Буфф»: сценическое действо состояло из танцев, музыки, фокусов, акробатических номеров; в выступлениях принимали участие итальянские и французские звезды.
Театр «Буфф», в репертуар которого входили злободневные обозрения, феерии, шансон, был одним из главных центров притяжения петербургской публики. Ему посвящали стихи Некрасов, Агнивцев. Театр упоминает в своём романе «Анна Каренина» Л.Толстой. А.Куприн так же упоминает «Буфф» в своём рассказе  «Штабс-капитан Рыбников». На сцене театра «Буфф» впервые в России были исполнены оперетты «Сильва» и «Принцесса цирка» Кальмана, «Прекрасная Елена» Оффенбаха. В театре выступали звёзды парижской оперетты: Анна Жюдик, Гортензия Шнейдер; известные исполнители романсов Варвара Панина, Анастасия Вяльцева, а также знаменитые комики Монахов, Давыдов, Ярон и др.

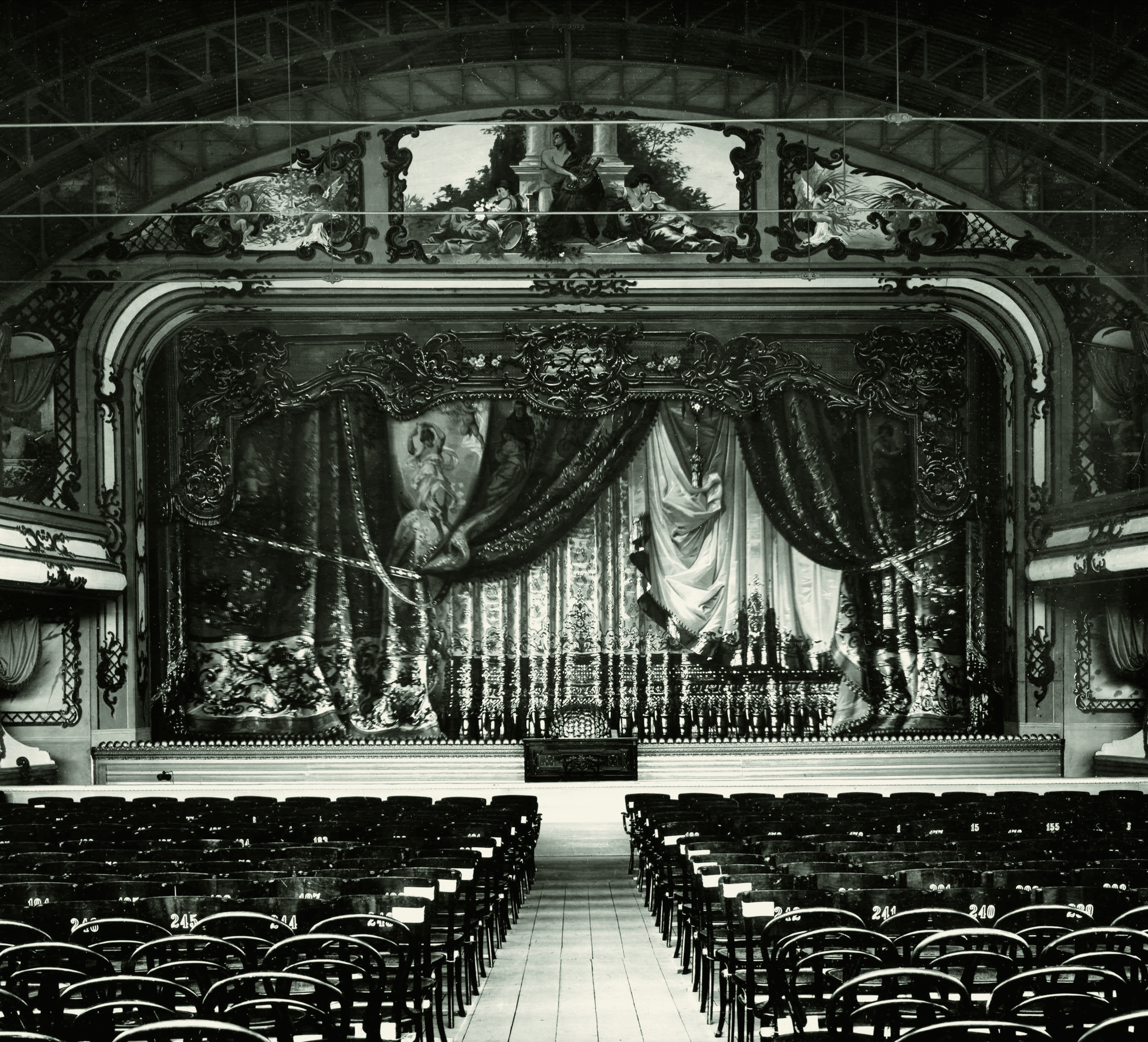
Сцена театра «Буфф», 1912 год

Театр «Буфф» славился прекрасной акустикой: даже в самых отдалённых местах партера было прекрасно слышно каждое слово, произнесенное актёром со сцены. В «Буффе» петербургская публика смогла увидеть почти все оперетты, имевшие успех в Париже, и с каждым сезоном театр становился все популярнее. Однако, в самый пик зрительского успеха, в 1872 году, здание театра неожиданно сгорело.
После пожара «Буфф» несколько раз менял хозяев и местоположение, однако от прежней популярности постановок «Буффа» не осталось и следа. Некоторое время в Измайловском саду на Фонтанке работал «Летний Буфф», где провинциальные актёры ставили лёгкие оперетты. После революции октября 1917 года театр был закрыт как «легкомысленный».

## С 1983 года
История возрождения музыкально-драматического театра «Буфф» началась в 1983 году, когда его создатель Исаак Штокбант выпустил в Ленинградском государственном институте театра, музыки и кинематографии курс артистов эстрады.
По инициативе молодых артистов, выпускников этого курса, был организован музыкально-драматический театр.
Изначально, из-за исполняемого жанра, артисты предложили назвать театр «Кабаре». Название было отклонено чиновниками Министерства культуры РСФСР. Штокбант предложил более точное название «Буфф». Дальнейшее развитие музыкально-драматического театра «Буфф» не остановилось на жанре кабаре, а начало двигаться в различных направлениях.
Следуя традиции дореволюционного театра, труппа «Буффа» 1980-х годов в свои весенние, летние и осенние сезоны часто выступала на сцене Измайловского сада на Фонтанке.
В театре работают три сценические площадки: «Основная сцена» на шестьсот мест, «Кабаре-БУФФ» на 140 мест и сцена «Буффики» для малышей на 100 мест.

### Труппа театра
С 1985 по 1988 год работал музыкальным руководителем Ленинградского театра «Буфф» и сочинял для него музыку композитор и певец Игорь Корнелюк.
В 1990—1994 годах Дмитрий Хиль сочинял и записывал для спектаклей музыку, занимал должность музыкального руководителя театра «Буфф».
Летом 1993 года группа «Русский размер» начинала свою деятельность работой на танцевальных вечерах в театре «Буфф».
В мае 1994 года в звуковой студии театра «Буфф» Александр Васильев, который был в то время администратором театра, записал первый альбом созданной им российской рок-группы «Сплин» «Пыльная быль».
В начале своей творческой карьеры на подмостках театра «Буфф» работали: Юрий Гальцев, Геннадий Ветров, Сергей Селин, Елена Воробей, Георгий Пицхелаури, эстрадная певица Илона Броневицкая, Дмитрий Шумейко, Ольга Домущу. 12 лет в театре «Буфф» отработал Игорь Растеряев.
С музыкально-драматическим театром «Буфф» сотрудничают композиторы Санкт-Петербурга В. Успенский и В. Плешак, которые написали музыку к спектаклям «Миллионерша», «Искушение Жанны», «Любовь без границ», «Казанова в России», «Бал воров».
С 2015 года совместно с Исааком Штокбантом и Николаем Денисовым для «Буффа» стал сочинять мюзиклы композитор Максим Дунаевский. Вместе они успели создать три спектакля: «Дневник авантюриста» по пьесе А. Н. Островского «На всякого мудреца довольно простоты» (2015 г.), «Эзоп» по одноимённой пьесе Н. И. Денисова (2017 г.) и «Коломба или бумажные розы» по пьесе Ж. Ануя «Коломба» (2019 г.).
Современную труппу театра составляют выпускники разных лет Института сценических искусств — кафедры эстрады и музыкального театра, среди них заслуженные артисты Российской Федерации:
- Евгений Александров,
- Мурад Султаниязов,
- Михаил Трясоруков,
- Андрей Соловьев,
- Наталия Бобровничая,
- Сергей Магиленич,
- Михаил Смирнов,
- Елена Зубович,
- Владимир Смилянец,
- Ника Козоровицкая;

и лауреаты российских конкурсов артистов эстрады:
- Ольга Пикало,
- Светлана Вильгельм-Плащевская,
- Владимир Сута,
- Анастасия Кулаева,
- Михаил Бондарук,
- Юлия Овсяникова,
- Андрей Подберезский,
- Дмитрий Кузеняткин,
- Ибрагим Сябитов,
- Александр Стекольников
и другие.

### Репертуар
На Основной сцене театра шли и идут спектакли по мотивам русской и европейской классической комедийной драматургии — «Мандрагора» Н. Макиавелли, «Милейший Селимар» Э. Лабиша, «Лекарь поневоле» Ж.-Б. Мольера, «Дон Кихот» по мотивам романа Сервантеса, «В поисках отца» Э. Скриба, «Молодость Людовика XIV» А. Дюма, «Свадьба Кречинского» А. В. Сухово-Кобылина.
Театр обращался к творчеству зарубежных драматургов XX века: Ж. Ануя («Генералы в юбках», «Бал воров», «Коломба»), Ф. Дюрренматта («Ромул Великий»), Ф. Кроммелинка («Великолепный рогоносец»), Г. Фигейредо («Эзоп»).
Советская эпоха представлена в таких работах театра, как мюзикл «Великий комбинатор» по роману Ильфа и Петрова и водевиль В. Катаева «Квадратура круга», музыкальный спектакль «Небесный тихоход» по мотивам известной военной комедии и драматический спектакль «Одна абсолютно счастливая деревня» по произведениям Б. Б. Вахтина и Б. Л. Васильева.
Современная российская и зарубежная драматургия представлена такими спектаклями, как «Пленные духи» В. и О. Пресняковых, «Страсть, па-де-де и т. д.» Н. Птушкиной (по пьесе «Браво, Лауренсия!»), «Шерше ля фам» петербургского драматурга Г. Горбовицкого, «Beautiful Bodies, или Мужчинам вход запрещен» современной американской писательницы Л. Каннингем (авторская редакция для театра «Буфф»), «Распутник» французского драматурга Э.-Э. Шмитта (первая постановка в России).
Ставятся мюзиклы: «Миллионерша» по пьесе Б. Шоу, «Шерлок Холмс и королева Богемы» (пьеса И. Штокбанта по мотивам произведений А. Конан-Дойля), «Искушение Жанны», «Любовь без границ» (по оригинальным пьесам И. Штокбанта). Более десяти лет идет на сцене «Буффа» мюзикл «Казанова в России», созданный в содружестве Исаака Штокбанта (автора пьесы) с петербургским композитором Владиславом Успенским. Одна из последних премьер театра — мюзикл «В поисках отца» по пьесе Эжена Скриба (музыка молодого композитора Андрея Подберезского).
В "Кабаре-БУФФ" играются спектакли в жанре театра-кабаре. Каждая программа — это синтез клоунады, эксцентрики, пантомимы, пародии, танца, вокала и разговорных номеров, объединённых единым сюжетом.
«Буфф» работает с детской аудиторией. В репертуар театра включены такие спектакли как «Остров сокровищ», «Волшебник изумрудного города», «Приключения барона Мюнхгаузена», «Пиноккио», «Питер Пэн», «Алиса в стране чудес», «Маугли», "Школа магии", "Снежная королева", "Стойкий оловянный солдатик", "Том Сойер".

### Театральные премии и награды
- 1983 — Театр — лауреат Петербургского конкурса «Молодость, мастерство, современность»;
- 1991 — Театр — лауреат первого Всероссийского конкурса режиссёров эстрады;
- 1993 — Е. Лебенбаум (она же Елена Воробей) — лауреат и обладательница «Гран-при» Международного конкурса «Ялта-Москва-Транзит»;
- 1996 — И. Штокбант, Б. Уваров, М. Трясоруков, А. Григорьев, Т. Кураева, М. Смирнов, О. Пикало — лауреаты эстрады;
- 1996 — М. Султаниязов и Е. Лебенбаум — лауреаты фестиваля спектаклей по французской драматургии «Бронзовый Сирано»;
- 1997 — Театр — победитель профессионального Российского конкурса юмора и сатиры, обладатель приза «Золотой Остап»;
- 1999 — И. Штокбант удостоен престижного театрального приза «Золотой софит» за режиссуру спектакля «Казанова в России»;
- 1999 — М. Гуро и В. Сута — Дипломанты Первого Санкт-Петербургского Открытого конкурса артистов эстрады;
- 2000 — И. Штокбант и М. Султаниязов — лауреаты профессиональной премии юмористов «Золотой Остап» за режиссуру и главную роль в спектакле «Великий комбинатор»;
- 2001 — С. Вильгельм-Плащевская — обладательница Гран-при; И. Сябитов, А. Левин, В. Игнатьев, М. Бондарук, А. Кулаева, О. Павловец — лауреаты первой степени; М.Гуро — дипломант на Втором Санкт-Петербургском Открытом конкурсе артистов эстрады;
- 2003 — И. Штокбант удостоен почётного звания «Народный артист Российской Федерации»;
- 2004 — Н. Козоровицкая — лауреат первого театрального фестиваля «Режиссёр — профессия женская» за режиссуру спектакля «Страсть, па-де-де и т. д.»;
- 2005 — Я. Штокбант — лауреат XIV фестиваля «Театры Санкт-Петербурга — детям» за оформление спектакля «Волшебник изумрудного города», Н.Чалая — за исполнение роли Дороти, А. Стекольников — за роль Гудвина, М. Бондарук — за роль Дровосека;
- 2005 — И. Штокбант — лауреат XI Высшей театральной премии «Золотой софит» — «За творческое долголетие и уникальный вклад в театральную культуру Санкт-Петербурга»;
- 2006 — Н. Козоровицкая — лауреат третьего театрального фестиваля «Режиссёр — профессия женская» за режиссуру спектакля «Beautiful Bodies, или Мужчинам вход запрещён», спектакль удостоен приза в номинации «За искромётный талант»;
- 2006 — А. Стекольников, И. Растеряев, Д. Касаткин, В. Деев, А. Подберезский — лауреаты Всероссийского конкурса артистов эстрады-2006 в номинации «Оригинальный жанр»;
- 2007 — Ю. Игнатьева — лауреат XV фестиваля «Театры Санкт-Петербурга — детям» за исполнение роли Алисы в спектакле «Алиса в стране чудес»;
- 2008 — Д. Кузеняткин — лауреат фестиваля юмора и эстрадного искусства «Москва-Ялта-Транзит»;
- 2008 — режиссёр спектакля для детей «Маугли» А. Поляков — лауреат XVI фестиваля «Театры Санкт-Петербурга — детям» за современное воплощение классической сказки;
- 2008 — участники спектакля «Квадратура круга» (водевиль В. Катаева, постановка Г. Мая) — А. Денисов, Ю. Игнатьева, Н. Мартынова, А. Лёвин — номинанты Высшей театральной премии Спб «Золотой софит» в номинации «Лучший актёрский ансамбль»;
- 2009 — Н. Страшко — лауреат XVIII фестиваля «Театры Санкт-Петербурга — детям» в номинации «Дебют» за исполнение роли Герды в спектакле «Снежная королева»;
- 2009 — И. Штокбант награждён орденом Почёта «За достигнутые трудовые успехи и многолетнюю плодотворную деятельность»;
- 2011 — И. Штокбант — лауреат премии Правительства Санкт-Петербурга за выдающийся вклад в развитие петербургской культуры;
- 2011 — И. Штокбант — лауреат художественной премии «Петрополь»;
- 2015 — И. Штокбант — лауреат российской национальной театральной премии «Золотая маска» — «За выдающийся вклад в развитие театрального искусства».

## Награды
- Почётный диплом Законодательного Собрания Санкт-Петербурга (25 октября 2000 года) — за заслуги в деле развития театрального искусства в Санкт-Петербурге и в связи со 130-летием со дня основания [8].
- Почётный диплом Законодательного Собрания Санкт-Петербурга (23 октября 2013 года) — за значительный вклад в культурное развитие Санкт-Петербурга, а также в связи с 30-летием со дня основания[9].